# Filmes de 1950 da Paramount Pictures
Em 1950, a Paramount Pictures lançou um total de 24 filmes.

## Destaques
As produções mais significativas foram:
- Branded, faroeste de grande apelo comercial, com Alan Ladd fingindo ser o herdeiro desaparecido de um rancheiro e as trágicas consequências daí advindas
- Captain Carey, U.S.A., drama de espionagem no pós-guerra mais lembrado pela canção Mona Lisa, ganhadora do prêmio Oscar e sucesso na voz de Nat King Cole
- Fancy Pants, comédia que foi bem nas bilheterias, com Bob Hope no papel de mordomo inglês confundido como conde em pequena cidade do interior dos EUA
- The Furies, faroeste de tons freudianos, com uma história que "às vezes quase descambava para o ridículo",[1] beneficiado pela habilidade do diretor Anthony Mann
- No Man of Her Own, film noir bem conduzido por Mitchell Leisen, com Barbara Stanwyck como mulher que se faz passar por viúva de passageiro que morreu em acidente
- Riding High, comédia musical de Frank Capra, em que Bing Crosby faz empresário mais preocupado com cavalos do que com dinheiro
- Sunset Boulevard, audacioso drama noir, um dos grandes clássicos do cinema, com o roteirista-diretor Billy Wilder "em sua inspiração mais diabólica e engenhosa"[1]

## Prêmios Oscar
Vigésima terceira cerimônia, com os filmes exibidos em Los Angeles em 1950:
| Filme                                 | Indicações | Premiações |
| ------------------------------------- | --- | --- |
| Captain Carey, U.S.A.                 | Canção | Canção |
| The Furies                            | Fotografia (preto e branco) | --- |
| Samson and Delilah (produção de 1949) | Fotografia (em cores) Direção de Arte/Decoração de Interiores (em cores) Figurino (em cores) Trilha Sonora (filme dramático ou comédia) Efeitos Especiais | Direção de Arte/Decoração de Interiores (em cores) Figurino (em cores)                                               |
| Sunset Boulevard                      | Filme Ator (William Holden Atriz (Gloria Swanson) Ator Coadjuvante (Erich von Stroheim) Atriz Coadjuvante (Nancy Olson) Diretor Roteiro Original Fotografia (preto e branco) Direção de Arte/Decoração de Interiores (preto e branco) Montagem Trilha Sonora (filme dramático ou comédia) | Roteiro Original Direção de Arte/Decoração de Interiores (preto e branco) Trilha Sonora (filme dramático ou comédia) |
| Trio                                  | Gravação de Som | --- |

### Prêmios Especiais ou Técnicos
- Loren L. Ryder e o Departamento de Som da Paramount: Prêmio Científico ou Técnico (Classe II - Placa), "pela primeira aplicação em larga escala da gravação magnética de som em Cinema"[2]

## Os filmes de 1950
| Título original            | Título PT/BR              | Título PT/PT              | Astros                          | Diretor                   |
| -------------------------- | ------------------------- | ------------------------- | ------------------------------- | ------------------------- |
| At War with the Army       | O Palhaço do Batalhão     | Recrutas... Sentido!      | Dean Martin, Jerry Lewis        | Hal Walker                |
| Branded                    | A Marca Rubra             | A Marca Rubra             | Alan Ladd, Mona Freeman         | Rudolph Maté              |
| Captain Carey, U.S.A.      | Missão de Vingança        | Traição                   | Alan Ladd, Wanda Hendrix        | Mitchell Leisen           |
| Casino to Korea            |                           |                           | Documentário de guerra          | Eugene Genock             |
| Copper Canyon              | O Vale da Ambição         | Duelo de Gigantes         | Ray Milland, Hedy Lamarr        | John Farrow               |
| Dark City                  | Cidade Negra              |                           | Charlton Heston, Lizabeth Scott | William Dieterle          |
| The Eagle and the Hawk     | A Águia e o Gavião        | A Águia e o Falcão        | John Payne), Rhonda Fleming     | Lewis Foster              |
| Fancy Pants                | Um Conde em Sinuca        | O Homem das Calças Pardas | Bob Hope, Lucille Ball          | George Marshall           |
| The Furies                 | Almas em Fúria            |                           | Barbara Stanwick, Wendell Corey | Anthony Mann              |
| The Great Missouri Raid    | A Vingança de Jesse James |                           | Wendell Corey, MacDonald Carey  | Gordon Douglas            |
| The Lawless                | O Fugitivo de Santa Maria | Intolerância              | MacDonald Carey, Gail Russell   | Joseph Losey              |
| Let's Dance                | Nasci Para Bailar         | Nasci Para Bailar         | Betty Hutton, Fred Astaire      | Norman Z. McLeod          |
| Mr. Music                  | A Secretária do Malandro  | A Secretária Ideal        | Bing Crosby, Nancy Olson        | Richard Haydn             |
| Molly                      | Uma Esperança a Menos     |                           | Gertrude Berg, Philip Loeb      | Walter Hart               |
| My Friend Irma Goes West   | Minha Amiga Maluca        | A Minha Amiga Maluca      | John Lund, Marie Wilson         | George Marshall           |
| No Man of Her Own          | Casei-me com um Morto     | Nenhum Homem Era Dela     | Barbara Stanwick, John Lund     | Mitchell Leisen           |
| Paid in Full               | Amei Até Morrer           |                           | Robert Cummings, Lizabeth Scott | William Dieterle          |
| The Redhead and the Cowboy | A Mensagem dos Renegados  |                           | Glenn Ford, Rhonda Fleming      | Leslie Fenton             |
| Riding High                | Nada Além de um Desejo    |                           | Bing Crosby, Coleen Gray        | Frank Capra               |
| September Affair           | Paraíso Proibido          |                           | Joan Fontaine, Joseph Cotten    | William Dieterle          |
| Sunset Boulevard           | Crepúsculo dos Deuses     | Crepúsculo dos Deuses     | William Holden, Gloria Swanson  | Billy Wilder              |
| Trio                       | Três Destinos             | Sinfonia da Vida          | Jean Simmons, Michael Rennie    | Ken Annakin/Harold French |
| Tripoli                    | Tripoli                   |                           | John Payne, Maureen O'Hara      | Will Price                |
| Union Station              | Rastro Sangrento          |                           | William Holden, Nancy Olson     | Rudolph Maté              |